# Kraftwerk Turgi
Das Kraftwerk Turgi ist ein Laufwasserkraftwerk an der Limmat in Turgi im Kanton Aargau. Es gehört der Limmatkraftwerke AG, einer Tochtergesellschaft der Regionalwerke AG Baden (RWB).

## Geschichte
- Kraftwerk und Spinnereien Turgi

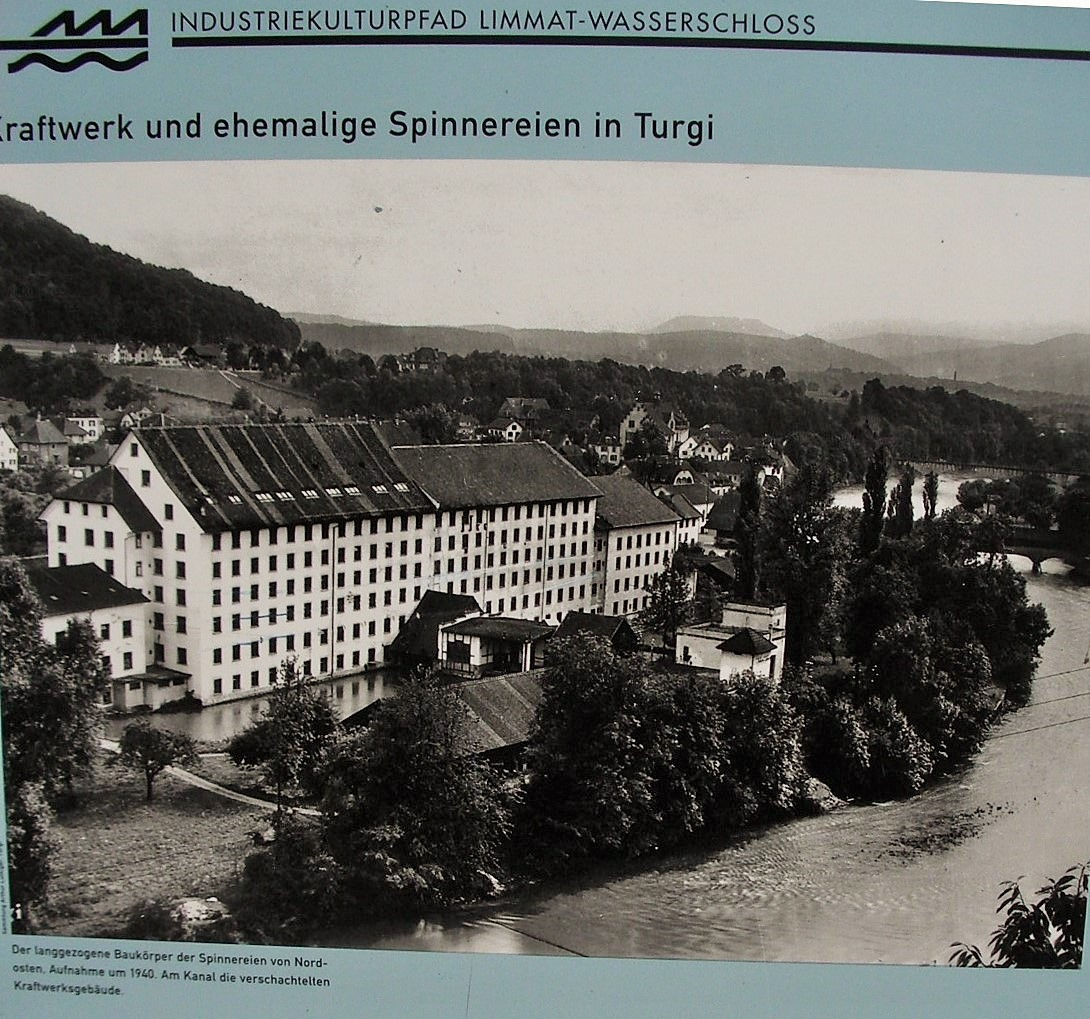
Kraftwerk und Spinnereien Turgi

Die Brüder Heinrich, Kaspar und Rudolf Bebié begannen 1826 mit dem Bau einer Baumwollspinnerei in Turgi. Ihr Vater kaufte in diesem Jahr Land auf der Halbinsel in Turgi. Bis 1828 konnte die Spinnerei, das Wohnhaus und ein Kosthaus fertiggestellt werden. 1833 wurde die Spinnerei erweitert und galt bis 1858 als grösster Spinnereibetrieb der Schweiz.
1826 erhielten die Gebrüder Bebié die Konzession für zwei Wasserräder. Ab 1828 nutzte der Spinnereibetrieb die Wasserkraft der Limmat mittels Wasserrädern. 1905 erstellte die Firma Kappeler-Bebié auf der Insel in Turgi ein Maschinenhaus mit Generator und elektrifizierte die Spinnerei.
1962 erwarb die Brown, Boveri & Cie. Baden (BBC) die AG vormals E. Kappeler-Bebié und die Bebié AG. 1986 errichtete die BBC das heute bestehende Kraftwerk. Nach der Übernahme durch das Aargauische Elektrizitätswerk 1995 wurde es in die Limmatkraftwerke AG eingegliedert.

## Heutige Produktion und Industriekulturpfad
Das Kraftwerk Turgi verfügt über eine Kaplan-S-Rohrturbinen (Leistung 1 MW, maximale Wassernutzung 35 m³/s. Bruttofallhöhe 3 m). Mit einer Stromproduktion von 7 GWh versorgt es rund 1600 Haushalte mit erneuerbarer Energie.
Das Kraftwerk Turgi liegt am Industriekulturpfad Limmat–Wasserschloss, der als Wanderweg industriegeschichtlich interessante Gebäude und Brücken an der Limmat miteinander verbindet.